# گل‌گزلی
گل‌گزلی (به لاتین: Gülgəzli) یک منطقه مسکونی در جمهوری آذربایجان است که در شهرستان بردع واقع شده است. گل‌گزلی ۴۷۲ نفر جمعیت دارد.